# Liniepont
De Liniepont is een toeristische veerdienst voor voetgangers en fietsers. De boot onderhoudt sinds 2010 in de maanden mei tot en met september een verbinding over de Lek tussen Werk aan het Spoel (gemeente Culemborg), Fort Everdingen (gemeente Vijfheerenlanden) en Werk aan de Groeneweg (gemeente Houten). Dit zijn onderdelen van de Nieuwe Hollandse Waterlinie.
De veerverbinding is een samenwerking van de drie omliggende gemeenten en wordt onderhouden door vrijwilligers van het recreatieschap Uiterwaarde. Het maximum aantal passagiers per overtocht is twaalf.
De motorpont die sinds 2010 in de vaart was is in het vaarseizoen van 2024 vervangen door een volledig elektrische veerpont met zonnepanelen.

## Route

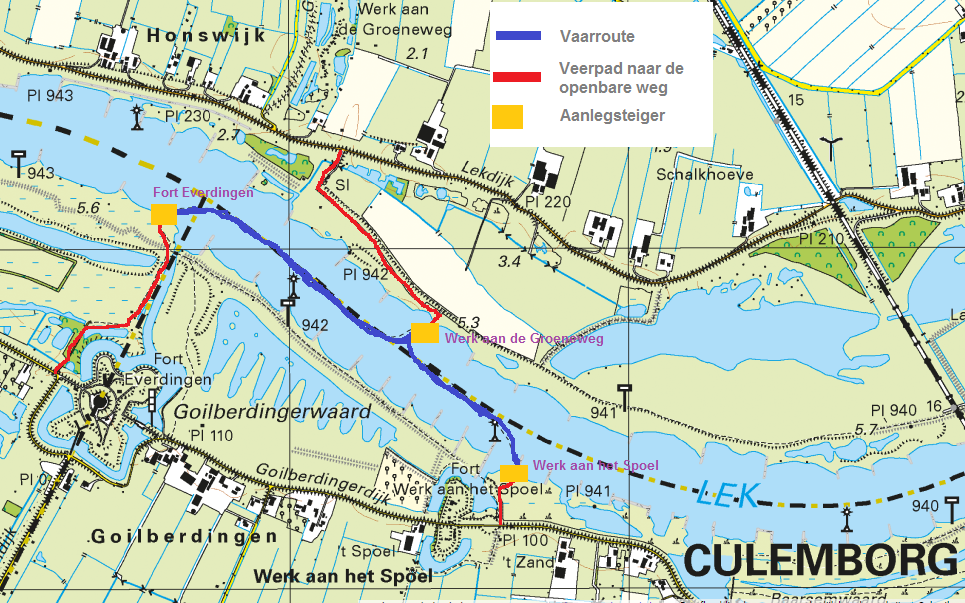
Routekaart Liniepont

De Liniepont voer het eerste jaar (vanaf 2 juli 2010) tussen Fort Everdingen bij Vianen en Fort Honswijk. In 2011 werden Werk aan het Spoel bij Culemborg en Werk aan de Groeneweg bij Houten opgenomen als aanlegplaatsen en verviel de halte van Fort Honswijk. De haven van Fort Honswijk wordt sindsdien alleen nog als nachtligplaats voor de veerpont gebruikt. De pont vervoert gemiddeld zo'n 5.000 personen per jaar.